# Gaetano Mammone
Gaetano Coletta, detto Mammone (Sora, 27 marzo 1756 – Napoli, gennaio 1802), è stato un brigante italiano.

## Biografia
Mammone era figlio di un mugnaio originario di Alatri che lavorava a Sora nei mulini concessigli in affitto dal duca Boncompagni. Si trattava di una famiglia abbastanza agiata, dove tutti i figli davano una mano nella fabbrica paterna, compreso Gaetano che però cominciò da adolescente a diventare amico di coetanei poco raccomandabili, che probabilmente lo coinvolsero in azioni malavitose.
Da adulto Mammone si diede al brigantaggio negli ultimi anni del XVIII secolo.
Nel gennaio del 1799 guidò una rivolta nelle città di Sora e Isola contro l'occupazione francese.
Tale rivolta era stata innescata da un proclama che re Ferdinando IV (il futuro Ferdinando I delle Due Sicilie) aveva lanciato dalla reggia di Caserta l'11 dicembre 1798 ai suoi "fedeli, bravi ed amati popoli dell'Abruzzo e di Terra di Lavoro" quando il suo esercito, che in un primo tempo aveva liberato Roma dai napoleonici, era stato pesantemente e ripetutamente sconfitto dalle truppe di Jean Étienne Championnet. (Sora all'epoca faceva infatti parte della provincia napoletana di “Terra di Lavoro” ed era il centro più importante della Valle del Liri).
Nel proclama il re faceva appello ai cittadini affinché si armassero contro i francesi "propagatori di una filosofia empia ed immorale, sovvertitori dell'ordine antico e dell'autorità di diritto divino".
Il vescovo della città Agostino Colajanni manovrò affinché la popolazione di Sora riunita in piazza Santa Restituta riconoscesse come capo della rivolta Gaetano Mammone che per l'occasione tenne un discorso ampiamente rivelatore della sua indole: «Sono contento del comando che mi date, però pensate che io, per l'amore che porto alla Casa Reale, sarò terribile coi nemici del nostro Sovrano. Vi avverto! Voi siete in tempo di nominarne un altro. Io so dove sta il puzzo. Gli sarà pena la testa, lo vedrete!». La risposta dei presenti fu un coro di «Taglia! Taglia! Morte ai giacobini!».
Mammone si mise in contatto con gli ambienti filo-borbonici più reazionari. in particolare fu nominato fiduciario per la zona di Sora da Fra Diavolo (Michele Pezza). Ben presto quindi, iniziò la metodica eliminazione di tutti i sospetti giacobini anche attraverso fucilazioni di massa. I più fortunati, si fa per dire, venivano invece ammucchiati nei sotterranei sovraffollati, senza prese d'aria e ripieni di escrementi, di un vecchio edificio che da allora fu chiamato “la torre di Mammone” (tale edificio fu demolito alla fine dell'Ottocento per creare il viale lungo il Liri). Finivano come è logico per morire asfissiati, ma quando tale processo diventava troppo lungo, Mammone si inventava altri crudelmente fantasiosi modi per “sfoltire” la prigione come quello che il napoletano Carlo De Nicola descrisse nel suo famoso “Diario” (1798-1825): "avendo il carceriere detto a Mammone che le carceri erano anguste per tanti arrestati che vi erano, egli a sangue freddo gli impose di scannarne trenta affinché si sfollassero. Diede una tavola e fece trovare per ogni coverto una testa di fresco recisa e di una, premuto il sangue nel vino, se lo bevette". In alternativa fracassava personalmente la testa a quelli che avessero più di quaranta anni.
D'altronde Gaetano Mammone aveva manifestato fin da piccolo una spiccata predilezione per il sangue umano. Era infatti abituato a bere il sangue proveniente dai salassi che all'epoca erano frequentemente praticati in quanto ritenuti panacea di ogni male. Una autorevole testimonianza in questo senso ci viene da Vincenzo Cuoco che, incarcerato insieme al brigante nel Maschio Angioino, scrive di averlo visto personalmente "beversi il sangue suo dopo essersi salassato, e cercare con avidità quello degli altri salassati che erano con lui".
A sua discolpa va detto che violenza e crudeltà non furono suoi esclusivi appannaggi: più a sud le bande sanfediste dirette da Fabrizio Ruffo (addirittura un cardinale), non furono da meno. Uno per tutti l'esempio di Altamura (si veda anche Rivoluzione di Altamura) che, dopo essere stata espugnata, fu abbandonata per tre giorni alla furia bruta delle “masse” le quali sfogarono la loro rabbia anche sulla popolazione inerme saccheggiando, violentando ed uccidendo; arrivando a profanare anche "un convento di vergini. Nel quarto giorno il cardinale, assolvendo i peccati del suo esercito, lo benedisse".
Qualche storico testimonia che Gaetano Mammone partecipò anche a questa impresa, anzi mettendoci del suo, essendo arrivato a stuprare una ragazza all'interno di una chiesa e sotto gli occhi del padre per poi simulare la celebrazione di una messa e sgozzare il malcapitato usandone il sangue al momento della consacrazione. La notizia è però postuma, forse riportata nelle opere di Vincenzo Cuoco o di Pietro Colletta, e pertanto non attendibile. Inoltre, è appurato che Fra Diavolo e Gaetano Mammone non erano presenti ad Altamura durante la Rivoluzione di Altamura, ma erano nel territorio tra Capua e Terracina.
Non di secondaria importanza altre sue “imprese” come l'uccisione di 400 cittadini di Sora o l'ordine impartito ad un suo scagnozzo di fucilare l'abate di Montecassino.
Gli occupanti francesi non erano da meno perpetrando, ad esempio una strage di civili ad Isola del Liri. Una tragedia, che questa volta vide coinvolto il suo vice Valentino Alonzi soprannominato “Chiavone” come il suo più famoso nipote.
Nel maggio del 1799, i soldati francesi che avevano occupato Napoli, lasciarono la città richiamati al nord per contrastare la controffensiva austro-russa. Una delle due colonne, 13 000 soldati guidati dal generale Vatrin, risalì rapidamente la Valle del Liri devastando in successione le città di Cassino, Roccasecca, Aquino ed Arce. Il 12 maggio si presentò davanti ad Isola del Liri. Questa cittadina è così chiamata perché il suo nucleo originario è circondato da due rami del fiume Liri che precipitano dall'alto formando due importanti cascate.
Era presidiata dai ribelli agli ordini di Valentino Alonzi il quale, avendo fatto abbattere i ponti sul Liri, sbarrare le porte e disporre qualche pezzo di artiglieria a difesa, ordinò di resistere nonostante l'enorme superiorità numerica dei francesi.
Ecco il racconto del Colletta "Erano i due fiumi inguadabili, cadeva stemperata la pioggia, mancavano le vettovaglie ai francesi; divenne il vincere necessità. La legione Vatrin costeggiando la riva manca di un ramo del fiume e la legione Olivier la diritta dell'altro, cercavano un guado; e non trovatolo costrussero un ponte di fascine, di botti e di altri legni, debole, piccolo, non atto ai carreggi di guerra e all'accelerato passaggio di molte genti; e perciò mezza legione andando per il ponte aiutava con mano e con funi l'altra metà che a nuoto valicava; e tutta intera, passate le acque, giunse ai muri. Né perciò paventarono i difensori.
Per antichi sdruciti e per operate ruine alle pareti delle case, i francesi penetrarono in quella parte della terra che, traversata dallo stesso punto e rotto il ponte, fu nuovo impedimento ai vincitori. Ma la fortuna era con essi. I difensori non avevano demolito le pile, e stavano ancora travi presso alle sponde. Ristabilito in poco d'ora il passaggio, cadute le difese e le speranze, fuggirono i borboniani di poco scemati, e superbi di quella guerra e delle morti arrecate al nemico. Il quale sfogò lo sdegno sui miseri abitanti; e trovando nelle cave poderoso vino, ebbro di esso e di furore durò le stragi, gli spogli e le lascivie per tutta la notte. Ingrossarono le piogge, e la terra bruciava. Al nuovo sole, dove erano le case e i templi, furono visti cumuli di cadaveri, di ceneri e di lordure".
Un vero eccidio fu consumato nella chiesa di San Lorenzo Martire: oltre cinquecento persone che si erano riparate nel luogo di culto furono, infatti, trucidate dall'esercito rivoluzionario. Nel libro dei morti della chiesa il parroco lasciò una commovente descrizione in latino dell'eccidio, del saccheggio, degli stupri e un elenco delle 70 donne e 467 uomini massacrati.
Mammone continuava intanto nelle sue imprese: alla fine di maggio espugnò la città di Venafro, nel Molise, tagliando le comunicazioni tra Capua e Roma. Il 13 giugno, al comando del cardinale Ruffo, insieme a Fra Diavolo, conquistò il ponte della Maddalena nella parte orientale di Napoli. Il 18 giugno ad Atina passò in rivista 400 uomini sfoggiando la divisa da colonnello borbonico mandatagli dalla regina Maria Carolina. Alla fine del mese partecipò al blocco di Capua con 600 volontari e 500 cavalli. Anche in questa occasione si distinse, a detta del cardinale Ruffo "per le turbolenze continuamente suscitate". Ciò risulta da una missiva del Ruffo al ministro John Acton, in cui si legge anche: "Ho poi pessime notizie della di lui condotta in patria, ma ciò non ostante non bisogna disgustarlo affatto, e procurare solo di frenarlo".
Ogni volta che rientrava nella zona di Sora, Mammone infatti si abbandonava a violenze e turpitudini. I notabili dei paesi del circondario, per paura, largheggiavano in denaro e protezione. Con la restaurazione della monarchia alla fine della repubblica partenopea, però, i sorani trovarono il coraggio di denunciare al re i delitti del Mammone.
Nel luglio del 1799 il generale sanfedista Giambattista Rodio, passando per Terra di Lavoro, dopo aver confiscato i beni di tutti quelli che avevano appoggiato i francesi, si presentò alle porte di Sora, però Mammone alla testa di 500 briganti gli negò l'accesso. Il vescovo Agostino Colajanni (lo stesso che aveva caldeggiato la nomina di Mammone a capomassa) era intanto rientrato dall'esilio a cui era stato costretto dallo stesso brigante per non aver condiviso le sue nefandezze. Il vescovo, responsabilmente, cercò di mediare un compromesso, ma Rodio raccolse prove e testimonianze degli eccessi patiti dalla popolazione e denunciò Mammone al governo che ne ordinò l'immediato arresto insieme ai suoi fratelli Luigi e Francesco. Chissà come Valentino Chiavone riuscì a defilarsi ed evitò l'ordine di cattura.
I tre fratelli Mammone fuggirono dopo aver svuotato i magazzini regi di Sora. Passati nello stato pontificio, saccheggiarono Veroli, ma alla fine furono catturati ed imprigionati nelle segrete del Maschio Angioino in Napoli. Dopo qualche mese furono trasferiti nelle prigioni del castello d'Ischia da cui però riuscirono a fuggire quasi subito agevolati sicuramente da occulte connivenze. Alla data del 30 settembre 1801 il De Nicola annotò nel suo diano: "Questa mattina nelle carceri della Vicaria, in Napoli, è venuto il celebre Mammone arrestato dal principe d'Assia Philippstadt in Gaeta, nel Monastero degli Agostiniani, ove trovavasi travestito per imbarcarsi ed uscire dal regno". È evidente l'esistenza di due opposte parti che per motivi inconfessabili tendevano l'una a sbarazzarsi degli incomodi briganti e l'altra invece a servirsene per propri scopi.
Alle accuse precedenti furono sommate quella di tradimento perché durante la latitanza pare avesse fatto combutta con altri ex capimassa per appoggiare un ritorno dei francesi a Napoli. Il 26 novembre il ministro Acton, messo al corrente di tali voci, scrisse al generale Emanuele Parisi per chiedere informazioni sul decorso del processo e per raccomandargli il massimo rigore nella sorveglianza del brigante, il quale, vistosi alle strette, iniziò lo sciopero della fame per protestare contro la “ingiusta” ed “infamante” accusa di tradimento. Ma la cosa durò poco visto che lo stesso Parisi alcuni giorni dopo informava il ministro che Mammone aveva ricominciato ad alimentarsi.
Comunque, secondo la versione di alcuni, viene condannato a morte e la sentenza è eseguita nei primi giorni del gennaio 1802.
Secondo altri invece muore l'8 gennaio 1802 nella sua cella senza alcuna causa dichiarata.
Corsero delle voci a proposito della condanna di Gaetano Mammone riportate anche dal Croce. Pare che Gianbattista Colajanni avesse tramato contro di lui per vendicarsi del fatto che il Mammone, nel 1799, stava per far fucilare il fratello Agostino Colajanni vescovo di Sora.
"La cabala", scrisse G. Torelli, " fu dal Colajanni sì bene ordita presso il governo, che giunse a far cadere in sospetto di tradimento questo uomo, il quale nella sua sventura fu più grande di lui. Gettato in un orrido carcere, se gli stringeva un artificioso processo per impiccarlo; ma egli, quando vide imminente il pericolo, non volle dare questo trionfo al suo nemico; rifiutando ogni cibo, ebbe la costanza di morire di fame col nome dei sovrani fra le labbra. Ma non può negarsi che nella sua campagna d'insorgenza non avesse usato degli atti di crudeltà contro i giacobini fino a servirsi in pubblica tavola del teschio loro per bicchiere". Come si vede il Torelli fornisce un'altra versione, molto più "cavalleresca" della sua morte, ma ciò stride fortemente con la brutale personalità del brigante.
Non essendoci un'adeguata documentazione, è evidente però che si resta in ogni caso nel campo delle semplici congetture.
Intanto erano stati presi provvedimenti anche nei confronti degli altri due fratelli Mammone ancora latitanti: si espropriarono i loro beni compresa la casa natale a Sora che fu adibita a sede della gendarmeria reale e fu promessa una taglia di 2 000 scudi per la loro cattura. Luigi rimase latitante per 14 anni, ma nel 1806 si unì a Fra Diavolo per resistere alla nuova invasione dei francesi. Per cui, subito dopo la restaurazione, spedì una supplica al re Borbone perché "non gli si desse più molestia alcuna e rientrasse nel pieno possesso dei suoi beni e sieguisse a difendere come per lo passato il suo clemente Padre e legittimo Re Ferdinando IV che Dio guardi e mantenghi". Sicuro di ottenere la grazia, alle ore 13 del 22 giugno 1815, tornò a Sora per riprendere possesso della casa requisita.
Scrive il Ferri: «"La popolazione risentì una scossa all'apparire di questo mostro", riferì il sottointendente Massone, il quale, ricordando all'intendente che 360 vittime di quei fratelli assassini stavano ancora buttate "nel pozzo del Palazzo del Re, a Sora", lo avvisava che aveva fatto arrestare il soggetto per tradurlo a Caserta, dove quella corte criminale doveva giudicarlo. Anche Luigi si mostrò allergico alle prigioni. Morì pochi mesi dopo nel carcere di Aversa. Non ancora vecchio e in un contesto poco chiaro. Avvelenato come il fratello Gaetano?».

## Nella storiografia
Venne descritto da numerosi autori, tra cui Vincenzo Cuoco e Benedetto Croce, come feroce e sanguinario, al quale si attribuivano persino abitudini antropofaghe. Al contempo però venne definito da Re Ferdinando come “nostro buon amico e generale, il vero sostegno del Trono” e pertanto insignito di decorazioni borboniche.
Gaetano Mammone è anche citato in un famoso romanzo di Alexandre Dumas padre: "La Sanfelice". Egli, assieme a Fra Diavolo, prese parte alla resistenza contro i francesi invasori del regno borbonico.
Viene menzionato anche nel romanzo di Ippolito Nievo "Le confessioni di un italiano",Cap. Decimo settimo.